# Балкашин, Николай Васильевич (генерал)
Николай Васильевич Балкашин (1805—1859) — оренбургский гражданский губернатор, генерал-лейтенант.

## Биография
Происходил из дворян Балкашиных. Родился в 1805 году.
С 1821 года находился на военной службе. В 1823—1829 годах, состоя прапорщиком в свите Его Императорского Величества по квартирмейстерской части, участвовал в военных экспедициях в киргиз-кайсацкую степь, прикрывал купеческие караваны, направлявшиеся в Бухару; в феврале 1829 года был определён адъютантом в штаб отдельного Оренбургского корпуса; с 1832 года — старший адъютант начальника штаба; с января 1835 года — адъютант командира отдельного Оренбургского корпуса В. А. Перовского. В 1831—1834 годах он возглавлял строительство торгового тракта Самара — Стерлитамак — Верхнеуральск.
Высочайшим приказом 28 ноября 1840 года он был назначен подполковником по кавалерии, исправляющим должность командующего Башкиро-мещерякским войском; 6 декабря 1843 года произведён в полковники. 
В 1845 году был переименован в коллежские советники и назначен, со 2 апреля 1845 года, на должность вице-губернатора Саратовской губернии. Через год он получил вакантную должность оренбургского гражданского губернатора; был членом Сибирского комитета; получил чин действительного статского советника. 
В декабре 1851 года был возвращён на военную службу — в звании генерал-майора снова был назначен командиром Башкиро-мещерякского войска — до мая 1853 года. Во время почти годового отсутствия В. А. Перовского (поход в Кокандское ханство) Балкашин исполнял должность оренбургского и самарского генерал-губернатора, а Башкирским войском командовал подполковник Александр Афанасьевич Толмачёв. С февраля 1854 года Балкашин снова командир Башкиро-мещерякского войска — до мая 1858 года; в мае 1856 года он был произведён в генерал-лейтенанты.
Был награждён орденами Св. Владимира 2-й (1855) и 4-й (1832) степеней; Св. Анны 1-й (1853) с императорской короной (1854), 2-й (1842) и 4-й (1824) степеней; Св. Станислава 1-й (1849), 2-й с императорской короной (1840) и 3-й (1833) степеней.
Был женат на дочери А. П. Мансурова, вдове полковника Габбе, Варваре Александровне.
Умер 2 (14) июля 1859 года от холеры в Петербурге, похоронен на Волковском кладбище. В честь Н. В. Балкашина назван посёлок Балкашино.

## Рекомендуемая литература
- Письма В. А. Перовского к Н. В. Балкашину // Труды Оренб. уч. арх. ком. — Вып. 23. — Оренбург, 1911. — С. 148—152.